# Володимир Міщенко
Володи́мир Мі́щенко — український дипломат, Консул Української Держави у Всевеликому Війську Донському (16.08.1918-22.07.1919).

## Біографія
16.08.1918 — Призначений Консулом Української Держави в Донській Республіці. По прибуттю до Новочеркаська, 19 вересня 1918 р. консул дав оголошення в місцеву газету «Донские Ведомости» про те, що прийом українських громадян в усіх справах відбуватиметься в приміщенні консульського агентства на вулиці Комітетській, 31. Щосуботи Консул приймав українських громадян у Ростові-на-Дону, в приміщенні місцевої «Просвіти» на вулиці Нікольській, 106.
Невдовзі українське консульство у Новочеркаську переїхало у власне приміщення на вулиці Піщані, 44. Володимир Міщенко видавав візи для виїзду в Україну, які коштували 5 крб.
Володимир Міщенко займався питаннями захисту прав українців. Так, у жовтні 1918 р. в українського громадянина В. Таранухи конфіскували 14 діжок соняшникової олії за підозрою у спекуляції. Після втручання у справу консула, 29 жовтня керуючій відділом торгівлі й промисловості Д. Бондарєв скасував конфіскацію.
26 жовтня 1918 року повідомив міністра Дмитра Дорошенка про арешт у Новоросійську президії Української Чорноморської ради за приватну вітальну телеграму Українській національній раді у Львові з приводу проголошення Західноукраїнської Народної Республіки. Володимир Міщенко вимагав вжити заходів для негайного звільнення членів Ради Лук'яненка, Петляра, Резникова, Черепа і Шевцова.
9 червня 1919 року помічник головкома Збройних сил півдня Росії з загального управління й голова Особливої наради Абрам Драгомиров звернувся до донського Військового Отамана Африкана Богаєвського з проханням Антона Денікіна закрити українське консульське агентство. Того ж дня помічник головкома Збройних сил півдня Росії і начальник військового управління Особливої наради Олександр Лукомський телеграфом повідомив Африкана Богаєвського про своє розпорядження — вважати українські паспорти недійсними і не допускати звільнення за ними від призову до лав Збройних сил півдня Росії. 11 червня Абрам Драгомиров попрохав Африкана Богаєвського протягом 24 годин вислати Володимира Міщенка. Отаман Всевеликого Війська Донського проігнорував цю вказівку. Однак Володимиру Міщенку довелося 22 липня 1919 р. здати справи консульського агентства і згодом вступити на службу до відділу внутрішніх справ Всевеликого Війська Донського.